# Henry Gee

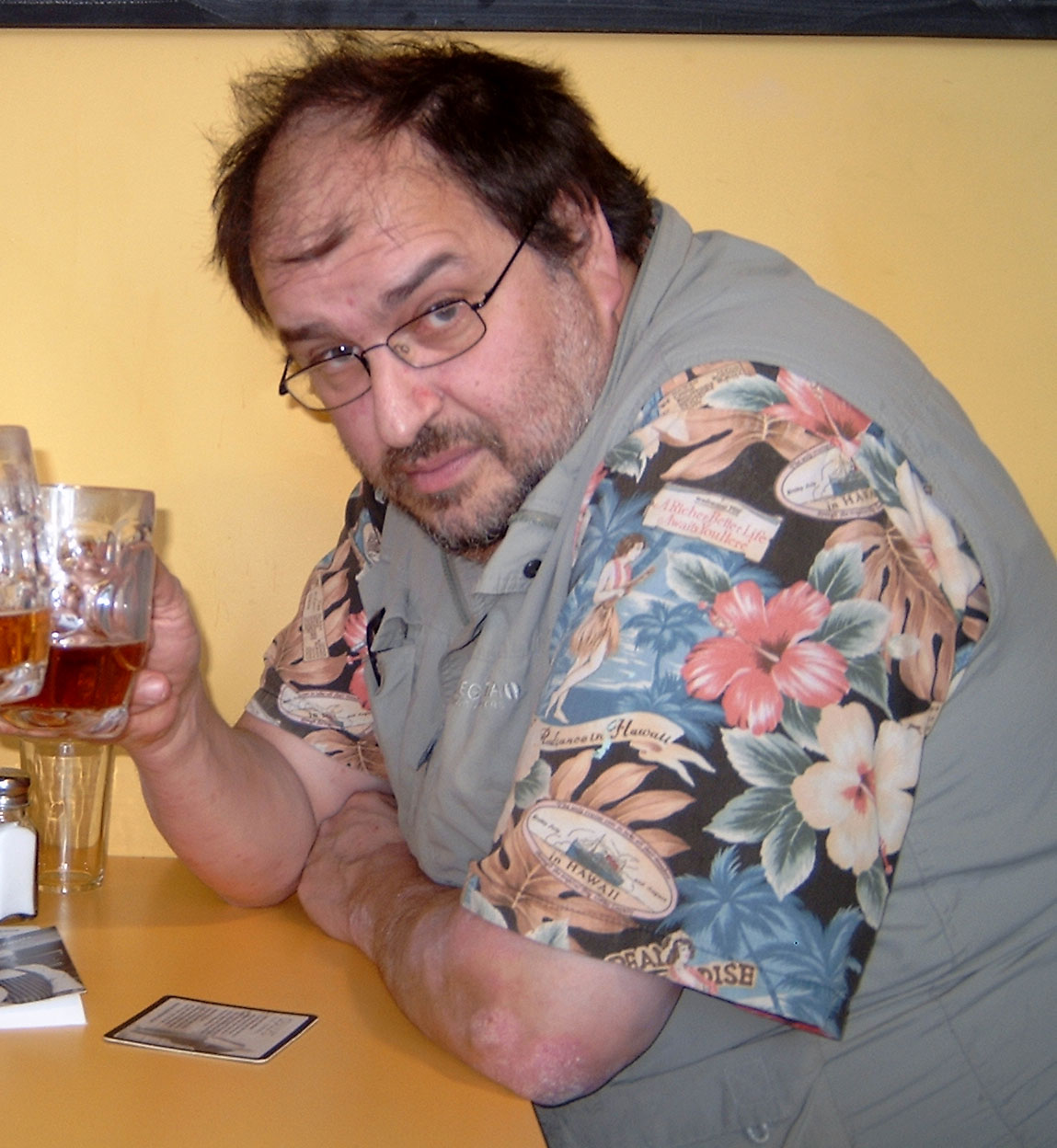
Henry Gee

Henry Gee (* 24. April 1962 in London, England) ist ein englischer Wissenschaftsjournalist und Autor auf den Gebieten von Paläontologie und Evolutionsbiologie.

## Leben und Wirken
Gee erwarb den Bachelor of Science an der University of Leeds und promovierte am Fitzwilliam College in Cambridge. Dort spielte er in seiner Freizeit am Keyboard für eine Jazzkapelle.
Seit 1987 arbeitete er für den Bereich Biologie der britischen Fachzeitschrift Nature und ist heute leitender Redakteur (senior editor) für Themen aus dem Bereich Biologie. Er ist zudem Autor mehrerer populärwissenschaftlicher Bücher zu den Themen Entwicklungsgeschichte der Menschheit und der Tierwelt. Des Weiteren ist er Herausgeber von Mallorn, der offiziellen Zeitschrift der Tolkien Society.
Für sein Buch Eine (sehr) kurze Geschichte des Lebens, in dem er fünf Milliarden Jahre Naturgeschichte des Lebens darstellt, gewann er den Buchpreis des Jahres 2022 der Royal Society.

## Veröffentlichungen
- Before the Backbone: Views on the Origin of the Vertebrates. Springer Science and Business Media, New York 1996, ISBN 0-412-48300-9.
- In Search of Deep Time: Beyond the Fossil Record to a New History of Life. Comstock Publishing, Sacramento, Kalifornien, USA 1999, ISBN 0-684-85421-X.
- A Field Guide of Dinosaurs: The Essential Handbook for Travellers in the Mesozoic. illustriert von Luis Rey. Hauppage, Barron’s Educational Series, 2003, ISBN 0-7641-5511-3.
- Jacob’s Ladder: The History of the Human Genome. W. W. Norton & Co., New York 2004, ISBN 0-393-05083-1.
- The Science of Middle Earth: Explaining the Science Behind the Greatest Fantasy Epic Ever Told. Cold Spring Harbor Laboratory Press, Cold Spring Harbor 2004, ISBN 1-59360-023-2.
  - deutsch von Marcel Bülles: Die Wissenschaft bei Tolkien. Wiley-VCH-Verlag, Weinheim 2009, ISBN 978-3-527-50435-0.
- The Accidental Species: Misunderstandings of Human Evolution. The University of Chicago Press, Chicago, Illinois, USA 2013, ISBN 978-0-226-28488-0.[4]
- A (Very) Short History of Life on Earth: 4.6 Billion Years in 12 Pithy Chapters. Pan Macmillan, 2021, ISBN 978-1250276650.
  - deutsch von Alexander Weber: Eine (sehr) kurze Geschichte des Lebens, Hoffmann und Campe Verlag, Hamburg 2022, ISBN 978-3455014457.
- The Decline and Fall of the Human Empire. St. Martin's Press, 2025, ISBN 978-1250325587.
  - deutsch von Monika Niehaus & Coralie Wink: Aufstieg und Fall der Menschheit. Warum unsere Spezies am Rand des Aussterbens steht, Rowohlt, Hamburg 2025, ISBN 978-3-498-00773-7.

als Herausgeber
- Futures from Nature. 100 Speculative Fictions. Tor Books, New York City, USA 2008, ISBN 978-0-7653-1805-3.
- mit Colin Sullivan: Nature Futures 2. Tor Books, New York City, USA 2013, ISBN 978-1-4668-7998-0.